# Cute Nan Desu! Zen Single Atsumechaimashita! 1
Albums de Cute
4 Akogare My Star
(2009) Shocking 5
(2010)
Cute Nan Desu! Zen Single Atsumechaimashita! 1 (℃-uteなんです!全シングル集めちゃいましたっ!①) est un album compilation "best of" du groupe de J-pop Cute.

## Présentation
L'album sort le 18 novembre 2009 au Japon sur le label zetima, écrit et produit par Tsunku sauf les titres no 10 et 13. Il atteint la 17e place du classement Oricon, et reste classé pendant 2 semaines, se vendant à 9 558 exemplaires durant cette période.
Il sort aussi en édition limitée au format CD+DVD avec une pochette différente et un DVD en supplément.
Il contient les chansons-titres des 14 premiers singles du groupe par ordre chronologique, à l'exception de celle du single spécial Koero! Rakuten Eagles. C'est le premier album avec la formation à cinq membres en couverture, sans Kanna Arihara et Erika Umeda qui ont quitté le groupe respectivement en juillet et octobre 2009. Elles ne sont pas créditées bien que chantant sur la plupart des titres, de même que Megumi Murakami partie en 2006.

## Membres
Formation à la sortie de l'album
- Maimi Yajima
- Saki Nakajima
- Airi Suzuki
- Chisato Okai
- Mai Hagiwara

Ex-membres apparaissant sur certains titres
- Erika Umeda
- Kanna Arihara
- Megumi Murakami

## Titres
CD
1. Massara Blue Jeans (まっさらブルージーンズ?)
2. Soku Dakishimete (即 抱きしめて?)
3. Ōkina Ai de Motenashite (大きな愛でもてなして?)
4. Wakkyanai (Z) (わっきゃない(Z)?)
5. Sakura Chirari (桜チラリ?)
6. Meguru Koi no Kisetsu (めぐる恋の季節?)
7. Tokaikko Junjō (都会っ子純情?)
8. Lalala Shiawase no Uta (LALALA 幸せの歌?)
9. Namida no Iro (涙の色?)
10. Edo no Temari Uta II (江戸の手毬唄II?)
11. Forever Love
12. Bye Bye Bye!
13. Shochū Omimai Mōshiagemasu (暑中お見舞い申し上げます?)
14. Everyday Zekkōchō!! (EVERYDAY 絶好調!!?)

DVD de l'édition limitée
1. Jacket Photography Making of (ジャケット撮影メイキング?)
2. 3nen no Seichou Kakunin! Interview (3年間の成長確認! インタビュー?)
3. Special Interview (スペシャルインタビュー?)
4. °C-ute Kaigi ~Ame Onna Hen~ (℃-ute会議 ~雨女編~?)